# Libecina
Libecina (en allemand : Libetzin) est une commune du district d'Ústí nad Orlicí, dans la région de Pardubice, en Tchéquie. Sa population s'élevait à 205 habitants en 2024.

## Géographie
Libecina se trouve à 7 km à l'est-sud-est de Luže, à 23 km au sud-ouest d'Ústí nad Orlicí, à 30 km au sud-est de Pardubice et à 123 km à l'est-sud-est de Prague.
La commune est limitée par Zádolí au nord, par Javorník à l'est, par Leština au sud, et par Střemošice et Pustina à l'ouest.

## Histoire
La première mention écrite de la localité date de 1461.

## Administration
La commune se compose de deux sections :
- Libecina
- Javorníček

## Galerie

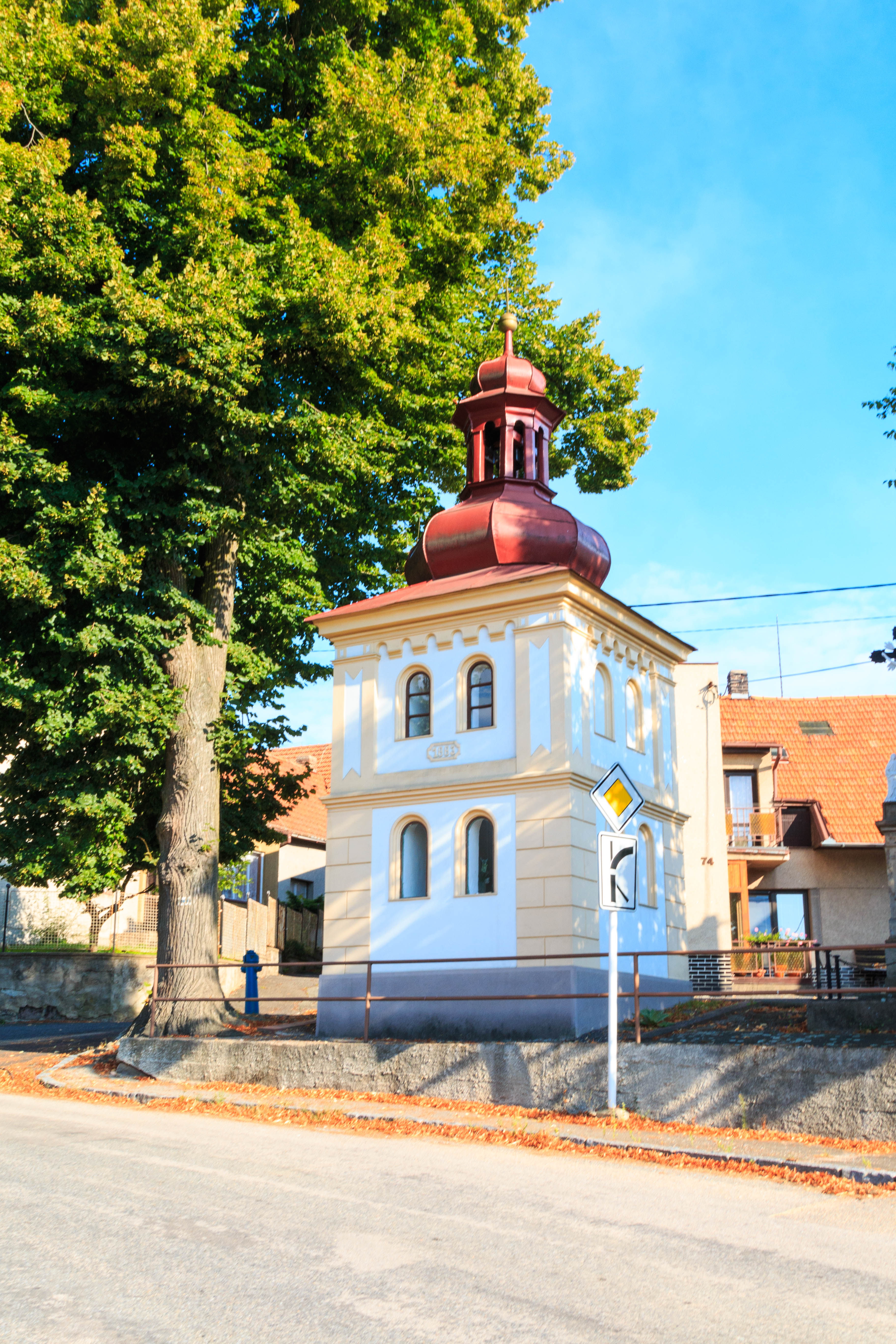
Chapelle à Libecina.
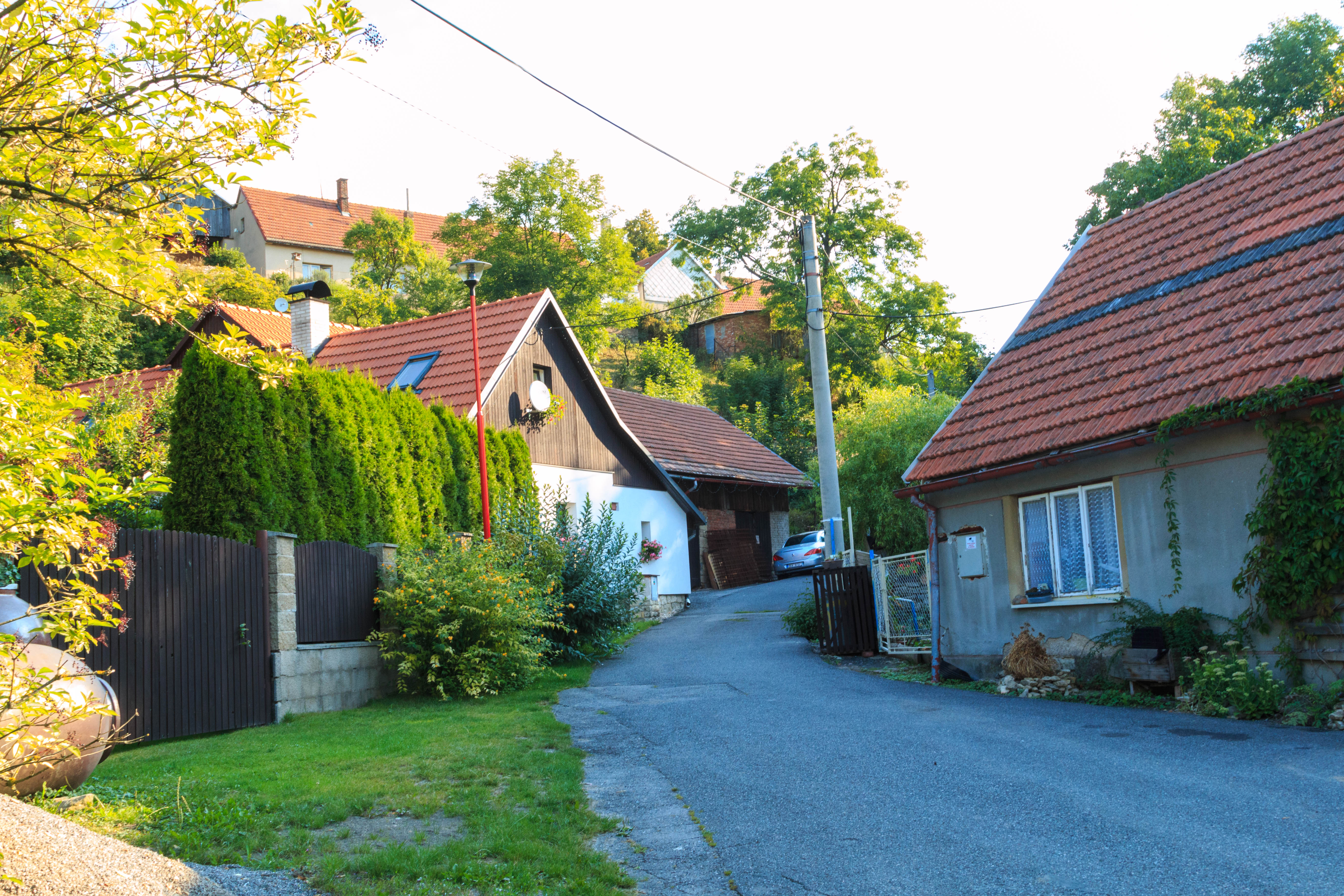
Rue de Libecina.

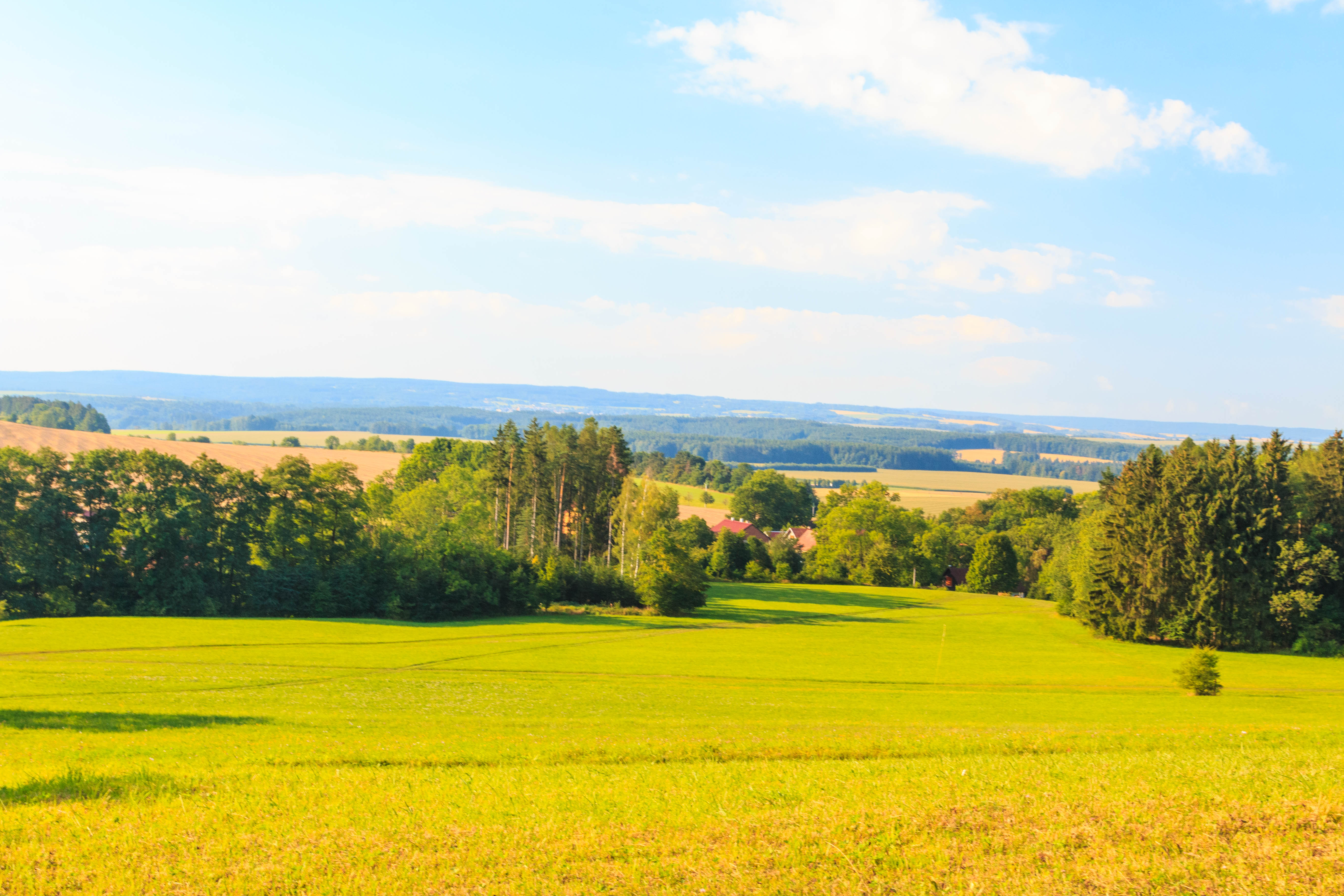
Vue sur Dvořiště.

## Transports
Par la route, Libecina trouve à 10 km de Vysoké Mýto, à 33 km d'Ústí nad Orlicí, à 36 km de Pardubice et à 152 km de Prague. 